# Теличенко, Валерий Иванович
Вале́рий Ива́нович Теличе́нко (род. 24 июля 1947, Курская область, РСФСР, СССР) — советский и российский учёный, ректор Московского государственного строительного университета (2003—2013), почётный президент НИУ МГСУ (2013—2023), советник при ректорате НИУ МГСУ (с 2023). Доктор технических наук, профессор, заслуженный деятель науки Российской Федерации, академик Российской академии архитектуры и строительных наук, общественный деятель.

## Краткая биография
В 1970 году окончил механический факультет Московского инженерно-строительного института им. В. В. Куйбышева и получил специальность инженера-механика. После окончания института работал мастером в системе Главмосстроя. Участвовал в строительстве автомобильного завода АЗЛК в г. Москве.
В 1971 году перешёл на работу в МИСИ им. В. В. Куйбышева, начав с должности инженера научно-исследовательского сектора.
В 1978 году защитил кандидатскую диссертацию по специальности 05.23.08 «Технология организации промышленного и гражданского строительства».
В 1994 году защитил докторскую диссертацию на тему «Научно-методологические основы проектирования гибких строительных технологий» по специальности 05.13.12 «Системы автоматизации проектирования».
С 1991 года — заведующий кафедрой «Строительства тепловых и атомных электростанций» (СТАЭ) МИСИ-МГСУ.
С 1996 года — проректор по научной работе МГСУ.
В декабре 2003 года избран ректором МГСУ. 12 декабря 2008 года переизбран ректором МГСУ на новый срок.
С 26 декабря 2013 года утверждён в должности президента Московского государственного строительного университета на 5 лет.
14 сентября 2014 года избран депутатом Московской городской Думы VI созыва по 14 одномандатному округу (Алексеевский, Останкинский, Бутырский, Ростокино, Марьина Роща).
С 2023 года является советником при ректорате (экспертная деятельность, общественная деятельность).

## Научная деятельность
В течение ряда лет возглавлял творческие коллективы будучи ректором и проректором.
Является научным руководителем и консультантом 7 кандидатов и 4 докторов наук.
Опубликовал как соавтор более 350 трудов.
Работал и читал лекции в технических университетах городов Хельсинки, Берлина, Ахена, Касселя, владеет немецким языком.
Является Президентом Ассоциации строительных высших учебных заведений (АСВ), Председателем совета УМО вузов Российской Федерации по образованию в области строительства, заместителем председателя экспертного совета по строительству и архитектуре ВАК России, членом президиума правления Российского общества инженеров строительства (РОИС), Вице-президентом Ассоциации строителей России (АСР), председателем докторского диссертационного совета, членом редакционных советов ряда научных журналов, научным консультантом редакции Большой Российской энциклопедии.

## Награды
Государственные, правительственные, ведомственные и региональные награды
- Орден «За заслуги перед Отечеством» IV степени (18 октября 2011 года) — за большой вклад в развитие образования, науки и подготовку квалифицированных специалистов[4]
- Орден Почёта (3 октября 2006 года) — за достигнутые трудовые успехи и многолетний добросовестный труд[5]
- Медаль «В память 850-летия Москвы» (1997 год)
- Заслуженный деятель науки Российской Федерации (5 августа 2002 года) — за заслуги в научной деятельности[6]
- Премия Правительства Российской Федерации в области науки и техники (22 февраля 2007 года) — за создание центра технологического совершенства в области производства высококачественных строительных изделий из исходного природного сырья центра России[7]
- Премия Правительства Российской Федерации в области образования (25 октября 2010 года) — за комплекс работ «Учебно-методическое обеспечение и формирование научных основ профессионального образования в области экологической безопасности строительных систем и технологий»[8][9]
- Почётный работник высшего профессионального образования Российской Федерации (1997 год)
- Почётный строитель России (2001 год)
- Благодарность Министерства образования Российской Федерации — за успехи в трудовой, учебной, научно-воспитательной деятельности, связанной с созданием учебников, учебных пособий и авторских образовательных программ (2008 год)
- Почётный строитель города Москвы (2001 год)
- Знак отличия «За безупречную службу городу Москве» XXX лет (2007 год)
- Орден Александра Невского (24 октября 2017 года)[10]

Иные награды
- Действительный член Международного института гражданских инженеров (Великобритания — 2003 год)
- Национальная премия общественного признания достижений граждан Российской Федерации «Россиянин года» (2005 год)
- Почётный знак «Лидер российской экономики 2006 год»
- Орден «Польза, Честь и Слава» 1 степени (2007)
- Нагрудный знак «Академик И. В. Курчатов» 1 степени (2007 год)
- Почётная серебряная медаль Технического университета Берлина
- Почётный работник образования Вьетнама